# Hemipus picatus
El oruguero alibarrado (Hemipus picatus) es una especie de ave paseriforme de la familia Vangidae propia los bosques tropicales del sur de Asia, desde los Himalayas y colinas del subcontinente indio hasta Indonesia. Es una especie principalmente insectívora que caza en la parte media del follaje de los árboles, a menudo forma bandadas mixtas con otras especies mientras se alimenta. Se posan en una postura erguida y poseen un diseño en sus plumas característico en blanco y negro, el tomo negro de los machos es más brillante que el de las hembras. En algunas poblaciones la espalda es de un tono pardo mientras que otras poseen partes inferiores oscuras.

## Descripción

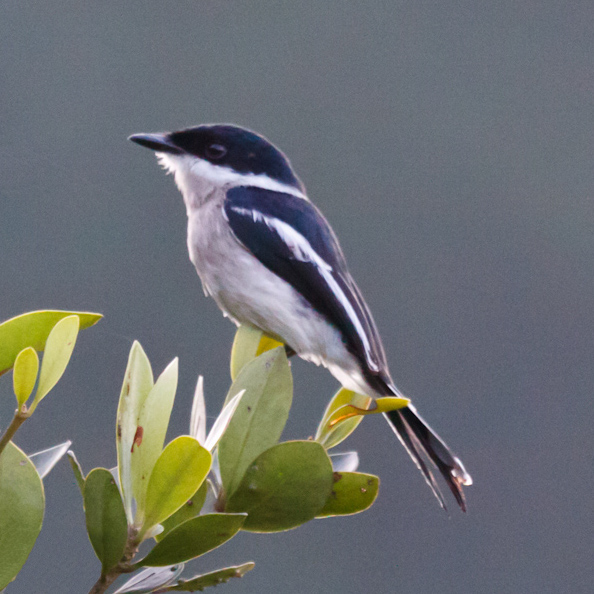
Oruguero alibarrado posado en una rama.

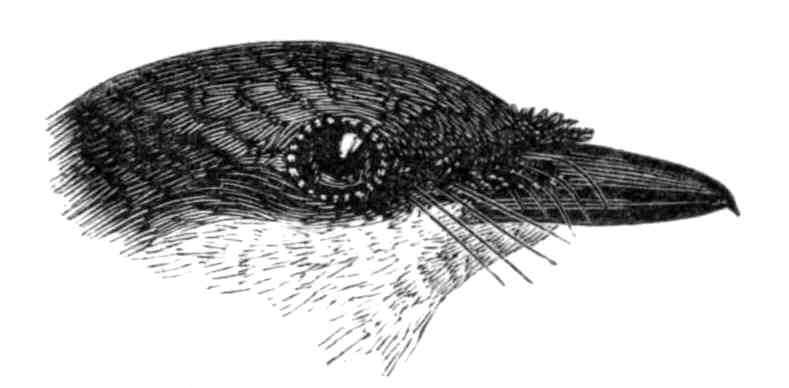
Cabeza, se observan el pico con extremo en forma de gancho y sus cerdas en el rictus.

Subespecies de oruguero alibarrado.

El oruguero alibarrado posee un capuchón y alas negras que contrastan con el tono blanco del resto del cuerpo. Sobresalen una franja blanca que posee en el ala y su grupa blanca. Se posan en una postura erguida en ramas, vuelan para atrapar insectos. Sus agujeros nasales quedan ocultos por pelos y la mandíbula superior del pico posee un extremo curvado. Los machos son de un negro aterciopelado mientras que las hembras tienden a ser de un marrón grisáceo pero el diseño varia según las zonas geográficas donde viven. Tanto machos como hembras del H. p. capitalis del Himalaya poseen una espalda negra parda pero la cabeza de los machos es negra. El plumaje de la población de Sri Lanka leggei no posee dimorfismo sexual en su plumaje. Solo las hembras de H. p. intermedius poseen una espalda marrón. La cola es negra pero las plumas exteriores de la cola son blancas mientras que las plumas laterales de la cola poseen extremos blancos.